# Hydriomena cyriadoides
Hydriomena cyriadoides là một loài bướm đêm trong họ Geometridae.